# Luqu
Luqu, även kallad Luchu, är ett härad i den autonoma prefekturen Gannan för tibetaner i provinsen Gansu i nordvästra Kina.
Luqu är indelat i fem köpingar och två socknar.
Köpingar (zhen):

- Gahai (尕海镇)
- Langmusi (郎木寺镇)
- Ma'ai (玛艾镇)
- Shuangcha (双岔镇)
- Xicang (西仓镇)

Socknar (xiang):

- Ala (阿拉乡)
- Larenguan (拉仁关乡)